# Américo Lopes
Américo Ferreira Lopes (Santa Maria da Feira, Portugal, 6 de marzo de 1933-22 de septiembre de 2023), más conocido como Américo Lopes o simplemente Américo, fue un futbolista portugués que jugaba como guardameta.

## Selección nacional
Fue internacional con la selección de fútbol de Portugal en 15 ocasiones. Formó parte de la selección que obtuvo el tercer lugar en la Copa del Mundo de 1966, pese a no haber jugado ningún partido durante el torneo. Su último partido con la selección nacional fue en la derrota por 2-4 ante Grecia el 11 de diciembre de 1968 por la clasificación de UEFA para la Copa Mundial de Fútbol de 1970.

### Participaciones en Copas del Mundo
| Mundial                        | Sede       | Resultado    | Partidos | Goles |
| ------------------------------ | ---------- | ------------ | -------- | ----- |
| Copa Mundial de Fútbol de 1966 | Inglaterra | Tercer lugar | 0        | 0     |

## Clubes
| Club                 | País     | Año       |
| -------------------- | -------- | --------- |
| FC Porto             | Portugal | 1952-1954 |
| Boavista FC (cedido) | Portugal | 1954-1958 |
| FC Porto             | Portugal | 1958-1969 |

## Palmarés

### Campeonatos nacionales
| Título           | Club     | País     | Año  |
| ---------------- | -------- | -------- | ---- |
| Primeira Divisão | FC Porto | Portugal | 1959 |
| Copa de Portugal | FC Porto | Portugal | 1968 |